# The Neverending Story (animatieserie)
The Neverending Story  is een animatieserie geproduceerd door CineVox (Duitsland), Ellipse (Frankrijk), en Nelvana (Canada). De serie is gebaseerd op het boek Het oneindige verhaal van Michael Ende, en de op dit boek gebaseerde films. De serie liep één seizoen van 26 afleveringen. De serie is in Nederland een tijdje uitgezonden op Kindernet in nagesynchroniseerde versie.

## Achtergrond
De serie draait om Bastian Bux, die in elke aflevering naar Fantasia reist via het magische boek het oneindige verhaal. Meestal om te ontkomen aan de problemen in zijn eigen leven, of om in Fantasia een probleem op te lossen.
De show bevat de meeste bekende personages uit het boek en de films, maar vaak met een ander uiterlijk. De tovenares Xayide, de antagonist uit de tweede film, is een vaste tegenstander van Bastian. Ze draagt in de serie echter een groen gewaad en een masker; kleding die ze in de film niet droeg. Het niets uit de eerste film is ook een regelmatig terugkerende antagonist, en neemt in de serie de gedaante aan van een witte wolf met rode ogen.
De serie introduceert tevens een aantal nieuwe personages, zoals de Shadow Goblin en de boomtrol Barktroll, die Bastian vaak vergezelt op zijn tochten door Fantasia.

## Stemacteurs
- Christopher Bell - Bastian Balthazar Bux
- Janet-Laine Green - Xayide
- Dominic Zamprogna - Atreyu
- Chris Wiggins - Mr. Koreander
- Neil Groan - Nimbly
- Marilyn Lightstone - Ygramul
- Benedict Campbell - Shadow Goblin
- John McGrath - Blub
- Lisa Yamanaka - The Childlike Empress
- Richard Binsley - Barktroll
- James Rankin - Three Head
- John Stocker - Gluckuk the Tiny, Gluckuk's Snail
- Colin Fox - Large Head
- Dan Hennessey - South Wind Giant
- Gary Krawford - Grograman the Fire Lion
- Howard Jerome - Falkor
- Don Francks - Gmork
- Wayne Robson - Engywook
- Len Carlson - Vermin
- Ellen Ray Hennessey - The Southern Oracle
- Geoffrey Bowes - Barney Bux (Bastians vader)

## Afleveringen
1. The Tears of Sadness
2. The Meek and the Mighty
3. The Purple Buffalo
4. Morla's Wish
5. Spook City
6. To Save Falkor
7. Missing Memories
8. Perilin
9. The Sea of Mist
10. Promises
11. Through the Misty Mountains
12. A Friendship That Flames
13. The Three Feeling Stones
14. The Belt of Invisibility
15. Good Deeds
16. Barktroll's Blame
17. The Searcher
18. End of Time
19. Thunder and Lightning
20. The Everlasting Night
21. After the Falls
22. Mirror, Mirror
23. The Dreaming Fields
24. The Atonal Trolls
25. The Race for the Ivory Tower
26. The Perfect Gift